# Edde Jadler
Otto Edvin "Edde" Alexander Jadler, född 11 maj 1914 i Stockholm, död 20 december 1986, var en svensk målare och konsthantverkare.
Han utbildade sig först till bokhantverkare 1933–1935 men hans intresse för konst ledde till studier vid Tekniska skolan i Stockholm 1936–1937. Separat ställde han ut på Modern konst i hemmiljö och Galerie Æsthetica i Stockholm. Hans konst består av blommor, lyriskt betonade landskap, och bokband. 